# Montresta
Montresta är en ort och kommun i provinsen Oristano i regionen Sardinien i Italien. Kommunen hade 470 invånare (2017).